# Un privé à Babylone
Un privé à Babylone est le huitième roman de Richard Brautigan, publié en 1977.

## Résumé
Détective privé de troisième zone, C. Card est embauché pour dérober un corps à la morgue contre la coquette somme de 1000 dollars. Malheureusement pour lui, il ne possède ni charme, ni secrétaire, ni munition pour son arme, ni talent pour le métier qu'il exerce. Sa vie n'est pas rendue simple par ses rêves de Babylone, dans lesquels il se perd pendant des heures à tout moment de la journée.

## Analyse
Un privé à Babylone est un pastiche de roman policier et de roman de gare. Il s'agit du quatrième roman de Richard Brautigan parodiant un genre littéraire. Le nom du détective est une blague double. C. Card peut être entendu comme « see card », littéralement « voir carte ». Pour Marc Chénetier, ce nom suggère que le personnage est incapable de cacher son jeu. Le patronyme fait également référence à l'expression anglaise « he’s such a card », que l'on peut traduire en « quel drôle de numéro ».
Lorsqu'il rêve de Babylone, le détective C. Card s'imagine être écrivain de roman de science-fiction. Richard Brautigan a lui-même écrit un roman de science-fiction, The God of the Martians, dix ans avant de publier son premier roman (Le Général sudiste de Big Sur). Le roman est dédié à Helen Brann, agent littéraire avec qui travaillait Richard Brautigan et que l'auteur a suivi lors de son départ de son agence.

## Traduction française
Il s'agit du premier roman de Richard Brautigan traduit par Marc Chénetier. Il parait pour la première fois en France en 1981.